# Niche écologique
Pour les articles homonymes, voir Niche.

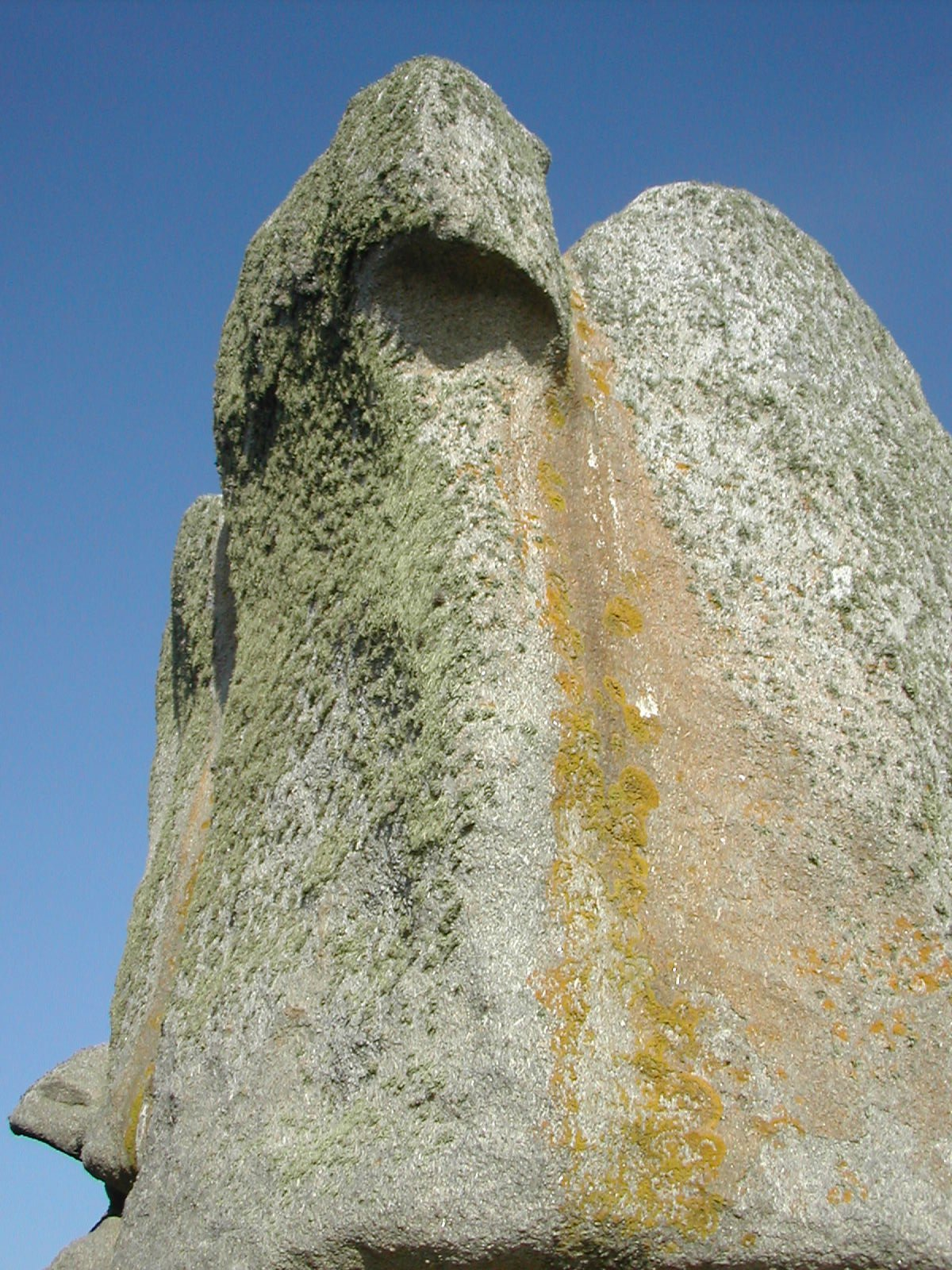
Deux espèces de lichens ; l'une verte (à gauche) et l'autre orange (à droite) cohabitent sur ce rocher dans deux niches écologiques différentes, résultant des conditions d'exposition et d'hygrométrie.

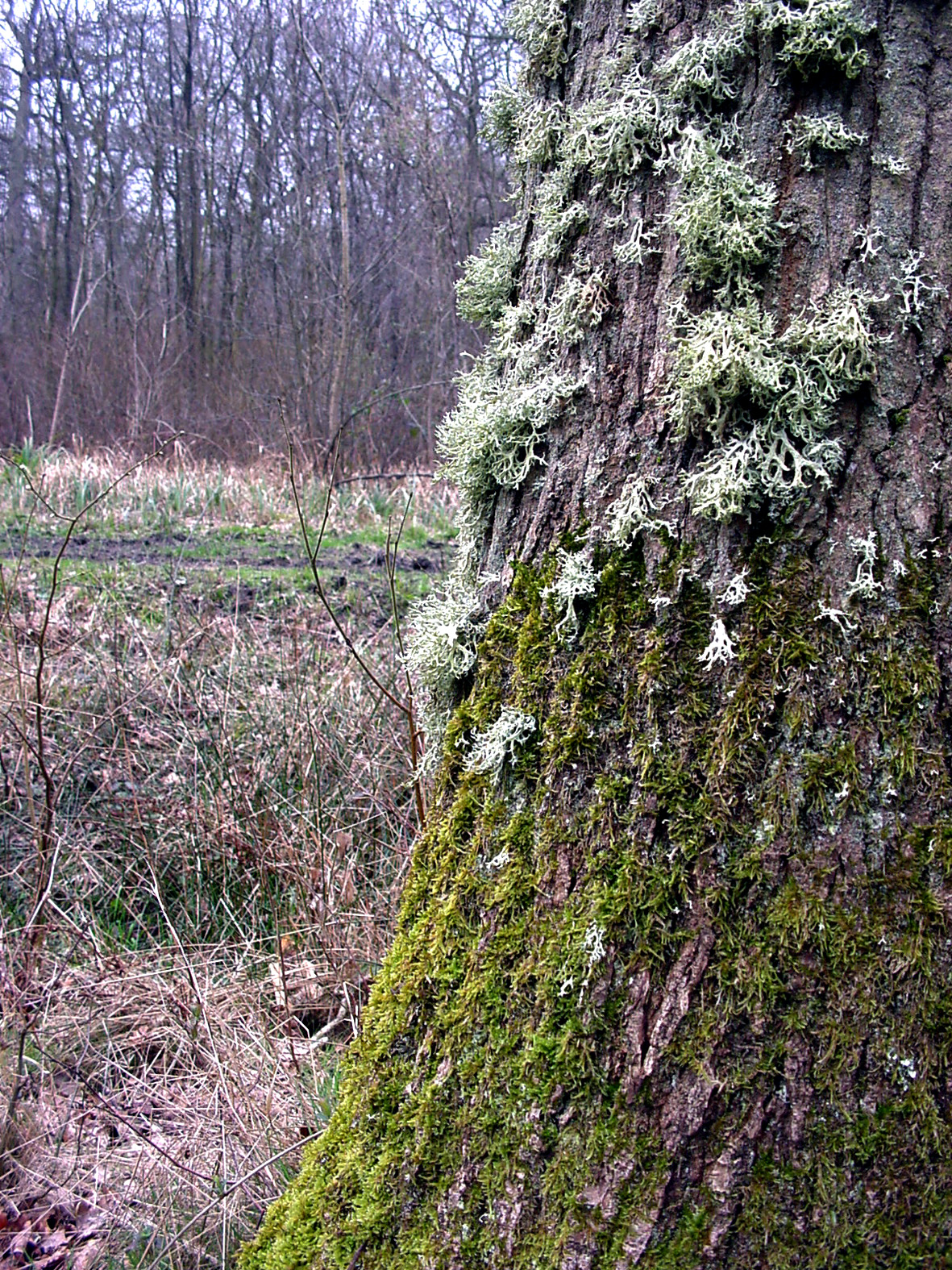
Deux espèces (mousses et lichens) cohabitent sur le même tronc, mais dans deux niches écologiques distinctes, notamment induites par l'élévation et l'hygrométrie.

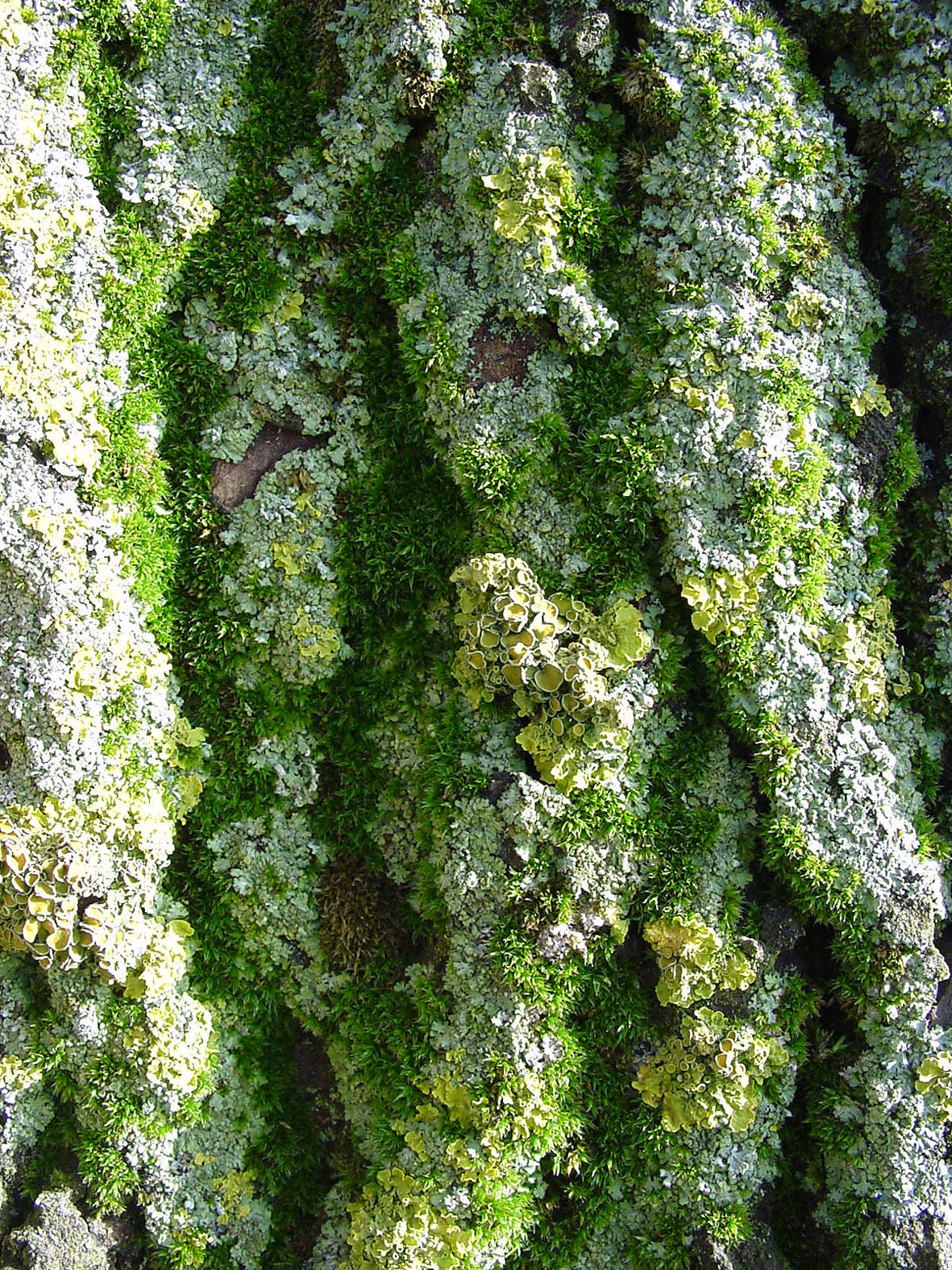
Diverses espèces de mousses et lichens épiphytes cohabitent dans ce qui semble être une même niche écologique, en situation de concurrence, ou de complémentarité, dans un équilibre dynamique, avec des variations saisonnières d'abondance et de vitalité.

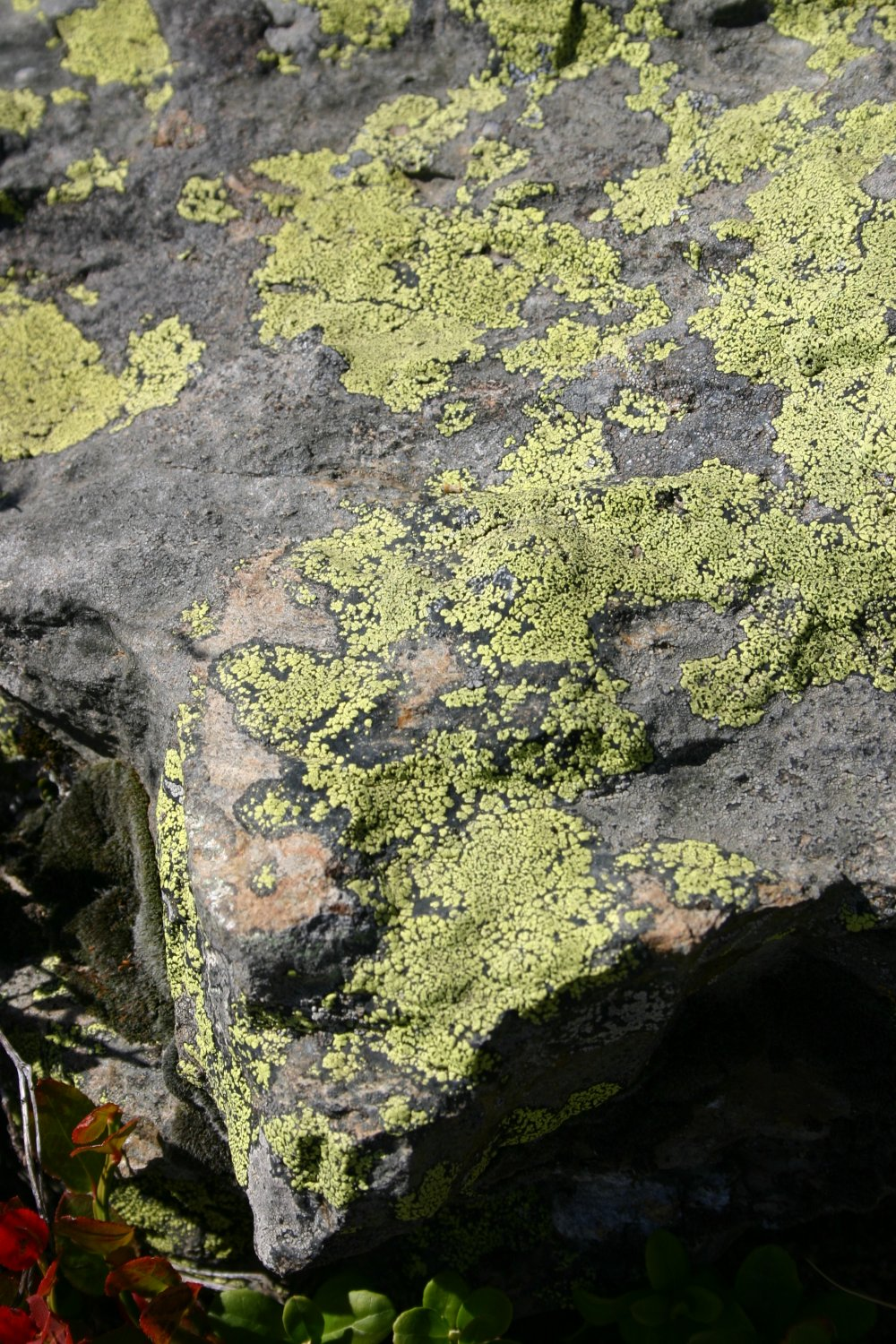
Lichen sur un rocher alpin.

La niche écologique est un des concepts théoriques de l'écologie. Il traduit à la fois :
1. La « position » occupée par un organisme, une population ou plus généralement une espèce dans un écosystème ;
2. La somme des conditions nécessaires à une population viable de cet organisme.

La description d'une telle niche se fait sur la base de deux types de paramètres :
1. Des paramètres physico-chimiques caractérisant les milieux où évolue l'organisme (et parfois significativement modifiés par cet organisme) ;
2. Des paramètres biologiques, incluant les relations avec les espèces avoisinantes et la modification de l'habitat par l'organisme et la communauté d'espèces dans laquelle il s'inscrit (interactions durables).

La niche écologique correspond au rôle de l'organisme dans le fonctionnement de l'écosystème, à sa spécialisation fonctionnelle. Deux espèces qui exploitent la même ressource de la même façon sont dits avoir la même niche et ne peuvent cohabiter durablement.
La guilde est un ensemble d'espèces appartenant à un même groupe taxonomique ou fonctionnel qui partagent la même niche écologique.

« L'habitat est l'adresse d'un organisme, la niche est sa profession, biologiquement parlant »

— Analogie d'Odum

## Niche de Grinnell
Le terme de niche écologique apparaît pour la première fois sous la plume du naturaliste Roswell Hill Johnson (en) mais Joseph Grinnell a sans doute été le premier, dans son article de 1917  « The niche relationships of the California Thrasher », à employer le terme dans un programme de recherche. Le concept de niche de Grinnell signifie tout ce qui conditionne l'existence d'une espèce à un endroit donné, ce qui inclut des facteurs abiotiques (température, humidité, précipitations) comme des facteurs biotiques (présence de nourriture, compétiteurs, prédateurs, abris, etc.). Les espèces évoluent et s'excluent les unes les autres en fonction de leurs niches, en vertu d'un principe d'exclusion compétitive souvent attribué à Gause, mais déjà très présent chez Darwin.

## Niche d'Elton
La niche d'Elton est définie principalement par la place qu'occupe une espèce dans les chaînes trophiques (carnivore, herbivore, etc.), bien que d'autres facteurs comme le micro-habitat puissent aussi être inclus. Elton donne de nombreux exemples de niches similaires, dans des écosystèmes différents, qui sont remplies par des espèces différentes. Par exemple, le renard arctique se nourrit d'œufs de guillemots et de restes de phoques tués par les ours polaires ; tandis que la hyène tachetée se nourrit d'œufs d'autruches et de restes de zèbres tués par les lions.
La niche d'Elton a souvent été nommée « niche fonctionnelle » et distinguée de celle de Grinnell, nommée « niche d'habitat ». En réalité, les deux concepts sont très proches : chez Grinnell comme chez Elton, la niche écologique est une place qui préexiste dans l'écosystème indépendamment de son occupant, la nourriture en est un aspect majeur, mais la niche est aussi définie par les facteurs de micro-habitat et la relation aux prédateurs,.

## Niche de Hutchinson
G. E. Hutchinson (1957) définit une niche écologique comme un hypervolume (une « enveloppe ») où chaque dimension de l'espace représente une ressource (alimentaire, en matériaux, spatiale, offre en cachette, substrats ou perchoirs, etc.) ou une condition (température, précipitations, acidité, etc.) de l'environnement. La quantité de ressources varie dans l'espace et dans le temps en fonction de l'activité de l'espèce. Les conditions et les ressources sont des conditions limitantes qu'on peut hiérarchiser pour étudier la vulnérabilité de l'espèce dans l'environnement.
Hutchinson distingue deux sortes de niches :
- niche fondamentale : elle réunit tous les composants et toutes les conditions environnementales nécessaires à l'existence d'un organisme ;
- niche réalisée : elle est souvent comprise dans la niche fondamentale, réduite à l'espace qu'elle est contrainte d'occuper, du fait des compétitions avec les autres espèces effectivement présentes dans un espace donné.

L'ensemble des conditions biophysiques permettant à un organisme d'exister est localisé dans la « niche fondamentale ». De par la compétition, l'interaction avec d'autres organismes et les phénomènes physiques, la niche fondamentale de l'organisme se réduit à l'espace le plus approprié. Dans différents cas d'espèces adaptées, l'espace devient la niche réalisée. Une « zone d'adaptation », l'écotone par exemple, est un éventail de niches écologiques qui peuvent être occupées par un groupe d'espèces exploitant les mêmes ressources par des moyens similaires.

## Théories
D'après le principe de Gause, deux espèces (sauf dans le cas d'espèces symbiotes) ne peuvent occuper une même niche écologique durablement. En effet, il en résulte une compétition et les lois de la sélection naturelle tendent à favoriser celle qui est la mieux adaptée à la niche (c'est-à-dire celle qui dans ces conditions peut se reproduire le plus efficacement).
Des espèces différentes peuvent occuper des niches fonctionnellement identiques mais géographiquement séparées. Deux espèces peuvent occuper un même territoire, mais dans des niches écologiques différentes.
Deux espèces peuvent aussi occuper des niches écologiques chevauchantes dans l'espace et/ou dans le temps, c'est-à-dire que seulement une partie des dimensions de l'hypervolume de Hutchinson sont occupées de manière simultanée. On parle alors de recouvrement, et s'il n'est pas trop important, les deux espèces peuvent cohabiter. Il en résulte une compétition interspécifique qui peut réduire les effectifs de chacune des deux populations par rapport à celui qu'elles auraient en occupant seule toutes les dimensions. Les ressources disponibles étant un facteur limitant à considérer dans les évaluations de cet ordre.
Pour qu'il y ait coexistence (de deux espèces au moins), il faut :
- que chaque population ait accès à une niche fondamentale inférieure au « point d'offre » du milieu ;
- que chaque population consomme une partie de la ressource limitante et que les facteurs limitants soient différents pour chaque espèce ;
- que la compétition intraspécifique soit complémentaire à la compétition interspécifique.

L'écotone délimitant deux habitats peut être une niche écologique pour les espèces typiques de ces milieux, tout en accueillant épisodiquement des espèces typiques des habitats adjacents. Ces dernières y voient toutefois généralement leurs fitness (chances de survie) diminuées.

## Études qualitatives et quantitatives
L'existence des niches écologiques a notamment pu être vérifiée du point de vue trophique par l'étude de la circulation d'isotopes stables (Carbone 13 par exemple) qui permet d'identifier avec certitude certains liens de type prédateurs-proies, déchets métaboliques-décomposeurs, etc. L'étude des rations d'isotopes stables (ceux du carbone et de l'azote sont les plus utilisés) peut donc fournir une représentation de la position d'un organisme dans une niche trophique et ils sont à ce titre de plus en plus utilisés pour étudier certains aspects (qualitatifs) de la structure de la chaîne alimentaire. Depuis peu, les isotopes stables sont aussi utilisés pour caractériser quantitativement les échelles et tailles des éléments de la structure trophique dans une communauté écologique, parfois en s'inspirant des approches écomorphologiques. Cette double approche devrait permettre de mieux cerner le fonctionnement des chaînes alimentaires dans leurs structures, fonctions et dynamiques, ce qui est important pour, par exemple, mieux mesurer (puis anticiper, si des modèles peuvent être déduits de ces recherches) les impacts de certaines pollutions (dont la pollution lumineuse), de la fragmentation écologique, de la surexploitation d'un milieu (surpêche par exemple), l'adaptation d'un écosystème aux dérèglements climatiques, etc.
Ce type de traçage isotopique dans un réseau trophique a par exemple déjà permis de confirmer d'autres études montrant l'importance des corridors biologiques à des échelles centimétriques pour de très petits organismes (invertébrés vivant dans les mousses par exemple). Il a aussi montré que des prédateurs apparemment peu sensibles à la fragmentation de leur écosystème pouvaient néanmoins à terme disparaître.

## Remarques
Un organisme peut occuper successivement ce qui apparaît comme différentes niches écologiques, en fonction de son stade de développement ou de l'évolution de son environnement (par exemple, certains organismes saproxylophages vivent en communautés qui se déplacent dans un tronc au rythme de sa décomposition, dont elles sont une partie des agents). On peut aussi considérer qu'il s'agit d'une seule niche écologique qu'on peut subdiviser selon leur position dans l'espace et/ou dans le temps de vie de l'espèce.
Les espèces pionnières peuvent occuper des niches écologiques qu'elles trouvent et qui leur sont appropriées, ou plus souvent, elles participent activement à leur construction et entretien. De nombreuses espèces « construisent » activement leur niche écologique ; ainsi, les sphaignes, en stockant les ions calcium, acidifient le milieu à leur profit et au détriment d'autres espèces, sauf celles qui peuvent se développer dans un milieu acide et oligotrophe.
Le tube digestif d'un animal est la niche écologique du microbiote (la communauté de micro-organismes neutres, symbiotes ou parasites) à l'égard de leur hôte.
Les espèces très spécialisées sont plus dépendantes d'une niche écologique réduite, mais qu'elles exploitent a priori mieux.

## Évolution
Règle évolutive au sein d'une convergence évolutive :
- coévolution ;
- convergence évolutive.

## Construction de niche
La théorie de la construction de niche est une branche de la biologie évolutive.
La construction de niche est le processus par lequel les organismes, à travers leurs métabolismes et leurs activités, modifient les pressions de sélection naturelle dans leur environnement, et agissent sur leur propre évolution ainsi que sur celle des autres espèces. Un exemple paradigmatique est le castor qui construit des barrages, et modifie en profondeur son environnement et celui des générations futures.
Le concept de niche (un ensemble de pressions évolutives) dans l'expression « construction de niche » est très différent des sens originaux de niche écologique, et est plutôt à rapprocher au concept de phénotype étendu. L'ingénierie des écosystèmes, où les organismes modifient leur environnement physique, est un concept proche, adapté à l'écologie.

## Niche écologique et conservation
Si l'on veut préserver la biodiversité, il faut noter que la conservation d'une espèce implique obligatoirement la conservation de sa niche écologique. En effet, cette dernière regroupe tous les facteurs écologiques nécessaires à la survie d'une espèce.
La modélisation des niches écologiques (ENM) est un outil important pour l'évaluation de la conservation des espèces. Il existe deux types de modèles, ceux fondés sur la physiologie de l'espèce et ceux fondés sur les relations empiriques entre les distributions observées d'une espèce et les variables environnementales (modèles corrélatifs). Les modèles physiologiques identifient les mécanismes physiologiques limitant de l'espèce et sont obtenus grâce à des expériences en laboratoire. Ce type de modèle permet en quelque sorte d'estimer la niche fondamentale d'une espèce. Les modèles corrélatifs, les plus utilisés à ce jour[Quand ?], établissent un lien entre la répartition géographique d'une espèce et les caractéristiques de l'habitat. Les plus courants sont Genetic Algorithm for Rule-set Prediction (GARP), BIOCLIM, BIOMAPPER, Maximum entropy (Maxent) et Outlying Mean Index(OMI).
Les applications potentielles de ces modèles à la biologie de la conservation sont nombreuses et en voici quelques exemples : 
1. Prédire la répartition actuelle et future d'une espèce ;
2. Déterminer des priorités de conservation[19] ;
3. Développer des zones de réserves ou les agrandir[20] ;
4. Évaluer la potentialité d'une espèce à devenir invasive pour une autre[21] ;
5. Évaluer ou réévaluer le statut de conservation des espèces[22].

De plus, ces modèles constituent des outils prometteurs dans d'autres domaines tels que la biogéographie, l'autoécologie ou encore l'étude des changements globaux.
La modélisation de niche écologique présente toutefois des limites et il existe des restrictions à bien prendre en considération. Tout d'abord cette modélisation peut être en butte à des problèmes liés aux contraintes écologiques de l'espèce. Les espèces peu connues ou peu décrites sont souvent celles étudiées dans les problèmes de conservation et le fait que celles-ci soient peu représentées défie l'efficacité des ENM. D'autre part, chaque facteur d'une niche écologique affecte significativement la distribution de l'espèce à une échelle donnée seulement, d'où l'importance de considérer ces échelles dans les problèmes de conservation. Enfin, il est avéré que GARP surestime la distribution de l'espèce plus que les autres modèles et le manque d'informations environnementales pourrait avoir une incidence sur ces résultats. Ces modèles sont donc encore largement optimisables (par exemple en intégrant les processus de migration, les interactions biotiques ou en utilisant des nouvelles sources d'informations telles que l'imagerie satellite).
Bon nombre de méthodes de sélection de réserves se fondent sur les résultats de ces modèles et cherchent à maximiser la quantité de biodiversité qui peut être représentée dans les réseaux d'aires de conservation. Le changement climatique pose un nouveau défi pour ces méthodes de sélection, défi lié au problème de la persistance des espèces à long terme dans ces réserves et lié aux facultés de migration de ces espèces. Il se pourrait en effet que le changement climatique « pousse » les espèces hors des réserves qui leur sont consacrées. Il est donc temps de penser à des méthodes de sélection de réserves « nouvelle-génération » qui prendront en compte les besoins de dispersion des espèces dus au changement climatique.